# エリーザベト・アンナ・フォン・プロイセン
エリーザベト・アンナ・フォン・プロイセン（ドイツ語: Elisabeth Anna von Preußen, 1857年2月8日 - 1895年8月28日）は、プロイセンの王族、プロイセン王女（Prinzessin von Preußen）。オルデンブルク大公フリードリヒ・アウグスト（2世）の最初の妃。夫の即位前に亡くなったため、オルデンブルク大公妃にはならなかった。

## 生涯
プロイセン王子フリードリヒ・カールとその妻でアンハルト公レオポルト4世の娘であるマリア・アンナの間の第2子、次女として生まれた。父はプロイセン王フリードリヒ・ヴィルヘルム3世の孫（フリードリヒ・ヴィルヘルム3世の三男カールの長男）で、母はレオポルト4世とプロイセン王女フリーデリケ夫妻の娘であった。
きょうだいは、ザクセン＝アルテンブルク公子妃マリー、イギリス王子妃ルイーゼ・マルガレーテ、プロイセン王子フリードリヒ・レオポルトがいる。エリーザベト・アンナは妹ルイーゼ・マルガレーテを通じてスウェーデン王太子妃マルガレータと伯母と姪の間柄であり、またもう一人の姪パトリシアが生まれた際には代母になっている。
1878年2月18日、ベルリンにおいてオルデンブルク大公世子フリードリヒ・アウグストと結婚した。エリーザベト・アンナの結婚式は、又従妹のプロイセン王女シャルロッテ（後のドイツ皇帝フリードリヒ3世とその妃のイギリス王女ヴィクトリア夫妻の長女）とザクセン＝マイニンゲン公ベルンハルト3世との婚礼と同時に行われた。またこの婚礼は1871年にプロイセンがドイツ帝国となってから初めて行われたものだった。国際的な立ち位置におけるプロイセンの地位向上から、この結婚式はベルギー王レオポルド2世と王妃マリー＝アンリエット夫妻を含む多数の重要人物が出席した。イギリス王太子エドワード（のちのエドワード7世）も姪シャルロッテのために出席している。
フリードリヒ・アウグストは美しく魅力的な妃が来たことを喜び、2人の結婚生活は円満なものだったと言われている。夫妻の間には2人の娘が生まれた。
エリーザベト・アンナは夫との間に後継ぎ息子をもうけることなく、夫が大公位を継承する前の1895年8月28日に亡くなった。死去の前から夫フリードリヒ・アウグストは新しい宮殿を建設中であり、1896年に完成したオルデンブルク市の新宮殿に亡き妻の名前を付け、エリーザベト・アンナ宮殿（Elisabeth-Anna-Palais）とした。夫はその後、メクレンブルク＝シュヴェリーン大公フリードリヒ・フランツ2世の娘エリーザベト・アレクサンドリーネと再婚した。

## 子女
- ゾフィー・シャルロッテ（1879年 - 1964年） - 1906年、プロイセン王子アイテル・フリードリヒと結婚
- マルガレーテ（1881年 - 1882年）